# Jacqueline Sassard
Jacqueline Sassard (Niza, 13 de marzo de 1940 - Lugano, 17 de julio de 2021) fue una actriz francesa.

## Biografía
Jacqueline Sassard es conocida sobre todo por haber participado en películas francesas e italianas como Guendalina (Alberto Lattuada, 1957), Estate violenta (Valerio Zurlini 1959), Faibles Femmes (Michel Boisrond, 1959), Accident (Joseph Losey), y su último papel en Les Biches (Claude Chabrol, 1968).
En el documental Trintignant l'italien, Jean-Louis Trintignant menciona que fue una de las dos compañeras de Valerio Zurlini, que intentó suicidarse cuando su bigamia fue descubierta por sus parejas.
Se casó con Gianni Lancia (1924-2014) y vivió con el en los Alpes Marítimos.

## Filmografía
- 1956: Je plaide non coupable, de Edmond T. Gréville
- 1957: Guendalina, de Alberto Lattuada: Guendalina Redaelli
- 1958: Nata di marzo, de Antonio Pietrangeli: Francesca
- 1959: Estate violenta, de Valerio Zurlini: Rosanna
- 1959: Faibles Femmes, de Michel Boisrond: Hélène Maroni
- 1959: Il Magistrato de Luigi Zampa: Carla Bonelli
- 1959: Tutti innamorati, de Giuseppe Orlandini: Allegra Barberio
- 1959: Ferdinando I. re di Napoli, de Gianni Franciolini: Cordelia
- 1961: I Soliti rapinatori a Milano, de Giulio Petroni: Anna Maria
- 1961: Mariti a congresso, de Luigi Filippo d'Amico:
- 1962: Arrivano I Titani, de Duccio Tessari: Antiope
- 1962: Freddy und das Lied der Südsee, de Werner Jacobs: Mara
- 1963: Sandokan, la tigre di Mompracem, de Umberto Lenzi
- 1964: I Pirati della Malesia, de Umberto Lenzi: Princesse Hada
- 1964: Il sesso degli angeli, de Pasquale Festa Campanile: Eugenia
- 1965: Le Stagioni del nostro amore, de Florestano Vancini: Elena
- 1967: Accident, de Joseph Losey: Anna
- 1968: Les Biches, de Claude Chabrol: Why

## Premios
Jacqueline Sassard recibió el Premio Zulueta a la mejor interpretación femenina en el Festival Internacional de Cine de San Sebastián de 1958.